# Milenko Podubski
Milenko Podubski (Zágráb, 1898 – ?, 1960. február 9.) jugoszláv-horvát nemzetközi labdarúgó-játékvezető.

## Pályafutása

### Nemzetközi játékvezetés
A Jugoszláv labdarúgó-szövetség Játékvezető Bizottsága (JB) 1940-ben terjesztette fel nemzetközi játékvezetőnek, a Nemzetközi Labdarúgó-szövetség (FIFA) bíróinak keretébe. Több nemzetek közötti válogatott és klubmérkőzést vezetett, vagy működő társának partbíróként segített. A jugoszláv (szerb) nemzetközi játékvezetők rangsorában, a világbajnokság-Európa-bajnokság sorrendjében többedmagával a 16. helyet foglalja el 1 találkozó szolgálatával. Az aktív nemzetközi játékvezetéstől 1952-ben búcsúzott. Válogatott mérkőzéseinek száma: 6.

#### Nemzetközi kupamérkőzések

##### Közép-európai kupa
| Időpont          | Helyszín                    | Mérkőzés típusa         | Mérkőzés                                | Eredmény | Nézők száma |
| ---------------- | --------------------------- | ----------------------- | --------------------------------------- | -------- | ----------- |
| 1940. június 17. | Üllői úti Stadion, Budapest | selejtező (1. mérkőzés) | Hungária FC Budapest–FC Rapid Bucureşti | 1 : 2    | 15 000      |

## Magyar vonatkozás
| Időpont           | Helyszín                    | Mérkőzés típusa          | Mérkőzés             | Eredmény | Nézők száma |
| ----------------- | --------------------------- | ------------------------ | -------------------- | -------- | ----------- |
| 1940. március 31. | Üllői úti Stadion, Budapest | 223. válogatott mérkőzés | Magyarország–Svájc   | 3 : 0    | 25 000      |
| 1947. október 12. | Giuleşti Stadion, Bukarest  | 254. válogatott mérkőzés | Románia–Magyarország | 0 : 3    | 25 000      |